# Коверзнев Іван Юрійович
Іван Юрійович Коверзнев — український військовослужбовець, молодший лейтенант Збройних сил України, учасник російсько-української війни.

## Життєпис
Проходив військову службу у 80-й окремій десантно-штурмовій бригаді.
Навчався у ліцеї № 2 Львівської міської ради, Міжрегіональному вищому професійному училищі автомобільного транспорту та будівництва, Національному університеті «Львівська політехніка» (спеціальність — автомобільний транспорт), Національній академії сухопутних військ імені Гетьмана Петра Сагайдачного (2022).
Працював водієм.
Загинув під час виконання бойових завдань у Запорізькій області на руках побратимів, тяжко поранений російськими військами. 8 березня 2022 року у Львові.
Залишилися батьки та наречена.

## Нагороди
- орден Богдана Хмельницького III ступеня (24 березня 2022, посмертно) — за особисту мужність і самовіддані дії, виявлені у захисті державного суверенітету та територіальної цілісності України, вірність військовій присязі[1].